# مطار غلاسكو الدولي
مطار غلاسكو الدولي ((إياتا: GLA، إيكاو: EGPF)(بالغيلية الإسكتلندية: Port-adhair Eadar-nàiseanta Ghlaschu)(بالإنجليزية: Glasgow International Airport) هو مطار دولي رئيسي في غلاسكو في اسكتلندا.افتتح عام 1932. تتوقع الشركة المالكة المشغلة له أن ترتفع نسبة مستخدميه من 8.8 مليون في 2010 إلى 24 مليون في 2030. يقع في بيزلي، رينفروشاير، 8.6 ميل بحري (15.9 كم، 9.9 ميل) غرب غلاسكو مركز المدينة. في عام 2019، تعامل المطار مع 8.84 مليون مسافر، بانخفاض سنوي قدره 8.4٪، مما يجعله ثاني أكثر المطارات ازدحامًا في اسكتلندا، بعد مطار إدنبرة، وتاسع أكثر المطارات ازدحامًا في المملكة المتحدة.

## شركات الطيران والوجهات
تقدم شركات الطيران التالية رحلات إلى مطار غلاسكو:
| شركـات طيـران                   | الوجهات |
| ------------------------------- | --- |
| أير لينغس                       | مطار مدينة جورج بست بلفاست، مطار دبلن الدولي |
| طيران ترانسات                   | مطار تورونتو بيرسون الدولي |
| BH Air                          | موسمي: Burgas |
| الخطوط الجوية البريطانية        | مطار لندن سيتي، مطار غاتويك، مطار لندن هيثرو |
| Corendon Airlines               | موسمي: مطار أنطاليا |
| إيزي جيت                        | مطار أليكانتي، مطار سخيبول أمستردام، مطار برشلونة الدولي، مطار مدينة جورج بست بلفاست، مطار بلفاست الدولي، مطار برلين براندنبرغ، مطار برمينغهام، مطار بريستول، مطار فارو، Jersey، مطار لشبونة، مطار غاتويك، مطار لندن لوتن، مطار لندن ستانستد، مطار مالقة الدولي، مطار باريس شارل ديغول، Southampton (تبدأ في 2 نوفمبر 2023) موسمي: مطار أكادير المسيرة الدولي، مطار بوردو ميرينياك، مطار خانية الدولي ‏، مطار دالامان، مطار جنيف الدولي، مطار كناريا الكبرى، Kos، Newquay، مطار ميورقة، مطار بورتو الدولي، مطار سبليت، مطار تينيريفي الجنوبي |
| طيران الإمارات                  | مطار دبي الدولي |
| طيران آيسلندا                   | مطار كيفلافيك الدولي |
| جيت تو دوت كوم                  | مطار أليكانتي، مطار أنطاليا، Fuerteventura، مطار كريستيانو رونالدو، مطار كناريا الكبرى، Lanzarote، مطار مالقة الدولي، مطار ليوناردو دا فينشي، مطار تينيريفي الجنوبي موسمي: مطار ميلاس بودروم، Burgas، Corfu، مطار دالامان، مطار فارو، مطار جنيف الدولي، مطار جرندة كوستا برافا، Heraklion، مطار إيبيزا، مطار عدنان مندريس، Kefalonia، Kos، مطار كراكوف، مطار لارنكا الدولي، مطار مالطا الدولي، Menorca، مطار نابولي، مطار ميورقة، Paphos، مطار فاكلاف هافيل الدولي، Reus، مطار كيفلافيك الدولي، Rhodes، مطار زاكينثوس الدولي ‏               |
| الخطوط الجوية الملكية الهولندية | مطار سخيبول أمستردام |
| لوغاناير                        | مطار بارا، Benbecula، Campbeltown، Derry، مطار إكستر، Islay، Kirkwall، Southampton، Stornoway، Sumburgh، Tiree موسمي: Donegal (تستأنف 1 يوليو 2023) |
| لوفتهانزا                       | مطار فرانكفورت موسمي: مطار ميونخ الدولي (تستأنف 2 ديسمبر 2023) |
| بلاي (شركة طيران)               | مطار كيفلافيك الدولي |
| رايان إير                       | مطار أليكانتي، مطار بروكسل شارلروا الجنوب، مطار دبلن الدولي، مطار كراكوف، مطار مالقة الدولي موسمي: مطار وارسو مودلين، مطار فروتسواف |
| توي للطيران                     | مطار أليكانتي، مطار كناريا الكبرى، Lanzarote، Sal (تستأنف 3 نوفمبر 2023)، مطار شرم الشيخ الدولي، مطار تينيريفي الجنوبي موسمي: مطار أنطاليا، Barbados، Cancún، مطار شامبيري، Corfu، مطار دالامان، مطار دوبروفنيك، مطار النفيضة الحمامات الدولي، مطار إيبيزا، Kefalonia (تبدأ في 2 مايو 2024)، مطار كيتيلا، مطار مالقة الدولي، Melbourne/Orlando، Menorca، مطار سانجستر الدولي، مطار نابولي، مطار ميورقة، Paphos، Reus، Rhodes، مطار سالزبورغ، مطار تورينو، Verona، مطار زاكينثوس الدولي ‏                                                     |

## الإحصائيات
شاهد source Wikidata query and sources.
|                                               | الركاب    | عدد الرحلات | الشحن (طن) |
| --------------------------------------------- | --------- | ----------- | ---------- |
| 2000                                          | 6,965,500 | 104,929     | 8,545      |
| 2001                                          | 7,292,327 | 110,408     | 5,928      |
| 2002                                          | 7,803,627 | 104,393     | 5,041      |
| 2003                                          | 8,129,713 | 105,597     | 4,927      |
| 2004                                          | 8,575,039 | 107,885     | 8,122      |
| 2005                                          | 8,792,915 | 110,581     | 8,733      |
| 2006                                          | 8,848,755 | 110,034     | 6,289      |
| 2007                                          | 8,795,653 | 108,305     | 4,276      |
| 2008                                          | 8,178,891 | 100,087     | 3,546      |
| 2009                                          | 7,225,021 | 85,281      | 2,334      |
| 2010                                          | 6,548,865 | 77,755      | 2,914      |
| 2011                                          | 6,880,217 | 78,111      | 2,430      |
| 2012                                          | 7,157,859 | 80,472      | 9,497      |
| 2013                                          | 7,363,764 | 79,520      | 11,837     |
| 2014                                          | 7,715,988 | 84,000      | 15,411     |
| 2015                                          | 8,714,307 | 90,790      | 13,193     |
| 2016                                          | 9,327,193 | 98,217      | 12,921     |
| 2017                                          | 9,902,239 | 102,766     | 15,935     |
| 2018                                          | 9,698,862 | 97,157      | 15,466     |
| 2019                                          | 8,843,241 | 80,383      | 12,822     |
| 2020                                          | 1,944,981 | 34,715      | 6,601      |
| 2021                                          | 2,071,008 | 39,713      | 5,436      |
| 2022                                          | 6,516,029 | 70,391      | 6,618      |
| المصدر: هيئة الطيران المدني (المملكة المتحدة) |           |             |            |

### الوجهات المزدحمة
| الرتبة                                        | الوجهة                     | الركاب  | التغير 2021 / 22 |
| --------------------------------------------- | -------------------------- | ------- | ---------------- |
| 1                                             | مطار دبلن الدولي           | 402,362 | ▲ 324%           |
| 2                                             | مطار سخيبول أمستردام       | 339,390 | ▲ 250%           |
| 3                                             | مطار دبي الدولي            | 243,992 | ▲ 262%           |
| 4                                             | مطار أليكانتي              | 235,421 | ▲ 405%           |
| 5                                             | مطار تينيريفي الجنوبي      | 220,216 | ▲ 320%           |
| 6                                             | مطار مالقة الدولي          | 206,775 | ▲ 383%           |
| 7                                             | مطار ميورقة                | 161,044 | ▲ 523%           |
| 8                                             | مطار فرانكفورت             | 115,212 | ▲ 464%           |
| 9                                             | Lanzarote                  | 113,490 | ▲ 318%           |
| 10                                            | مطار فارو                  | 112,774 | ▲ 471%           |
| 11                                            | مطار دالامان               | 112,345 | ▲ 1390%          |
| 12                                            | مطار أنطاليا               | 112,168 | ▲ 1048%          |
| 13                                            | مطار باريس شارل ديغول      | 105,716 | ▲ 1199%          |
| 14                                            | مطار كناريا الكبرى         | 96,823  | ▲ 410%           |
| 15                                            | مطار تورونتو بيرسون الدولي | 81,688  | ▲ 8085%          |
| 16                                            | مطار كيفلافيك الدولي       | 59,802  | ▲ 2260%          |
| 17                                            | مطار إيبيزا                | 58,665  | ▲ 392%           |
| 18                                            | Reus                       | 48,410  | N/A              |
| 19                                            | Cancún                     | 45,485  | N/A              |
| 20                                            | Paphos                     | 44,755  | ▲ 452%           |
| المصدر: هيئة الطيران المدني (المملكة المتحدة) |                            |         |                  |

| الرتبة                                        | الوجهة                     | الركاب  | التغير 2021 / 22 |
| --------------------------------------------- | -------------------------- | ------- | ---------------- |
| 1                                             | مطار لندن هيثرو            | 694,730 | ▲ 88%            |
| 2                                             | مطار غاتويك                | 434,066 | ▲ 123%           |
| 3                                             | مطار بلفاست الدولي         | 300,493 | ▲ 91%            |
| 4                                             | مطار بريستول               | 290,300 | ▲ 105%           |
| 5                                             | مطار لندن ستانستد          | 215,588 | ▲ 97%            |
| 6                                             | مطار لندن لوتن             | 210,063 | ▲ 91%            |
| 7                                             | مطار برمينغهام             | 184,031 | ▲ 209%           |
| 8                                             | مطار لندن سيتي             | 177,016 | ▲ 204%           |
| 9                                             | Southampton                | 74,832  | ▲ 64%            |
| 10                                            | مطار مدينة جورج بست بلفاست | 64,574  | ▲ 298%           |
| 11                                            | Stornoway                  | 62,233  | ▲ 64%            |
| 12                                            | Jersey                     | 49,176  | ▲ 62%            |
| 13                                            | Islay                      | 25,979  | ▲ 107%           |
| 14                                            | Benbecula                  | 24,608  | ▲ 66%            |
| 15                                            | Sumburgh                   | 10,796  | ▲ 123%           |
| المصدر: هيئة الطيران المدني (المملكة المتحدة) |                            |         |                  |

## الحوادث
- في 3 سبتمبر 1999، تحطمت طائرة سيسنا 404 تحمل تسعة من موظفي رحلات جوية من غلاسكو إلى أبردين في رحلة نقل، بعد دقائق من إقلاعها بالقرب من بلدة لينوود، رينفروشاير. قُتل ثمانية أشخاص وأصيب ثلاثة بجروح خطيرة. لم يصب أحد على الأرض بأذى. وجد تقرير فرع التحقيق في الحوادث الجوية عن الحادث لاحقًا أن الطائرة أصيبت بخلل في المحرك أثناء الإقلاع. على الرغم من أن القبطان قرر العودة إلى المطار، فقد حدد عن طريق الخطأ المشكلة بالمحرك وأغلقه، مما تسبب في تحطم الطائرة.[10] كما تم إجراء تحقيق في حادث مميت،[11] والذي توصل إلى نفس النتيجة.[12]
- في 30 يونيو 2007، أي بعد يوم من الهجمات الفاشلة بسيارات مفخخة في لندن، وقع هجوم في مطار جلاسكو،وتم اقتحام سيارة جيب شيروكي مشتعلة في مدخل المبنى الرئيسي. هرب رجلان، أحدهما نزل من السيارة قبل أن يتم القبض عليهما من قبل مجموعة من ضباط الشرطة وضباط أمن المطار. توفي كفيل أحمد في الأشهر التالية متأثرا بجروح أصيب بها في الهجوم. تمت إضافة حواجز وتدابير أمنية جديدة لمنع وقوع حادث مماثل.[13]
- في 4 أكتوبر 2019، وصلت مؤخرًا طائرة تابعة لشركة KLM من أمستردام وتم إخلاء القسم الدولي بالمطار بعد تسرب الجليد الجاف حول شحنة لقاحات في عنبر الطائرة.[14] أعلنت خدمات الطوارئ في وقت لاحق أن الشحنة آمنة.
- في 8 نوفمبر 2020، تم القبض على رجل تشيكي بعد فحص ثلاث حقائب تحتوي على 867.520 جنيهًا إسترلينيًا لرحلة إلى دبي. كان قد وصل إلى إدنبرة قادماً من براغ في اليوم السابق وهو يحمل حقيبة صغيرة فقط، قبل أن يجمع النقود في فندق ماريوت في غلاسكو. صادر مكتب التاج والدائرة المالية للنائب العام الأموال وحاكموا المسافر بموجب قانون عائدات الجريمة.[15]